# 荒川静香 Friends+α
荒川静香 Friends＋α（あらかわしずか フレンズプラス）は、2011年9月18日からCS日テレの日テレプラスで放送しているフィギュアスケート専門のスポーツドキュメンタリー番組である。

## 番組概要
トリノオリンピック金メダリストの荒川静香が、毎回さまざまなフィギュアスケート関係者のゲストと対談する。フィギュアスケートシーズンに合わせ、シーズン毎に番組タイトルは「荒川静香 Friends＋α 西暦」となっている。なお、2012-2013シーズンの7月回は特別編として演出家でプロデューサーのテリー伊藤と元宝塚歌劇団・星組トップスターの湖月わたるがゲストとなった荒川静香 Friends＋α 2012 episode-ZEROが放送され、また、2013-2014年シーズンの10月回以降は、ソチオリンピックを目指すスノーボードやフリースタイルスキー選手も含めた番組となり、名称も荒川静香 フレンズHEARTとして放送された。
2019-2020シーズンまでは通常毎月最終木曜23時枠であったが、2020-2021シーズンから20時枠へ移行した。

## 出演者
- 荒川静香（MC）
- 大坪康亮（ナレーター）

## 放送リスト

### 2011-2012
| 放送回 | 初回放送日     | ゲスト                                                     |
| ------ | -------------- | ---------------------------------------------------------- |
| 第1回  | 2011年9月18日  | 髙橋大輔、小塚崇彦ほか                                     |
| 第2回  | 2011年10月16日 | シェイ＝リーン・ボーン                                     |
| 第3回  | 2011年11月20日 | 佐藤信夫                                                   |
| 第4回  | 2011年12月18日 | 髙橋大輔、安藤美姫、小塚崇彦、鈴木明子、佐藤有香、宮本賢二 |
| 第5回  | 2012年1月15日  | 本田武史、田村岳斗（前編）                                 |
| 第6回  | 2012年2月19日  | 本田武史、田村岳斗（後編）                                 |
| 第7回  | 2012年3月18日  | 髙橋大輔                                                   |

### 2012-2013
| 放送回 | 初回放送日     | ゲスト                                     |
| ------ | -------------- | ------------------------------------------ |
| 特別編 | 2012年7月15日  | 髙橋大輔、テリー伊藤、湖月わたる           |
| 第1回  | 2012年10月13日 | 田中斎成（フレンズオンアイス演出技術統括） |
| 第2回  | 2012年11月3日  | イリーナ・スルツカヤ                       |
| 第3回  | 2012年12月1日  | 宮本賢二                                   |
| 第4回  | 2013年1月12日  | 鈴木明子                                   |
| 第5回  | 2013年2月2日   | 小塚崇彦                                   |
| 第6回  | 2013年3月2日   | 髙橋大輔（前編）                           |
| 第7回  | 2013年4月6日   | 髙橋大輔（後編）                           |

### 2013-2014
| 放送回 | 初回放送日     | ゲスト                                 |
| ------ | -------------- | -------------------------------------- |
| 特別編 | 2013年8月9日   | 羽生結弦                               |
| 第1回  | 2013年10月26日 | 角野友基（スノーボード）               |
| 第2回  | 2013年11月30日 | 伊藤みき（フリースタイルスキー）       |
| 第3回  | 2013年12月21日 | 久保英恵、足立友里恵（アイスホッケー） |
| 第4回  | 2014年1月25日  | 髙橋大輔（フィギュアスケート）         |
| 第5回  | 2014年2月22日  | ソチ五輪特集                           |
| 第6回  | 2014年3月29日  | 角野友基（スノーボード）               |

### 2014-2015
| 放送回 | 初回放送日     | ゲスト                                         |
| ------ | -------------- | ---------------------------------------------- |
| 第1回  | 2014年10月25日 | 龐清、佟健                                     |
| 第2回  | 2014年11月26日 | 佐藤有香                                       |
| 第3回  | 2014年12月24日 | ブライアン・ジュベール                         |
| 第4回  | 2014年1月28日  | 織田信成                                       |
| 第5回  | 2015年2月25日  | バイロン・アレン（アイスショープロデューサー） |
| 第6回  | 2015年3月25日  | 蒲田健（アイスショーMC）                       |

### 2015-2016
| 放送回 | 初回放送日     | ゲスト                   |
| ------ | -------------- | ------------------------ |
| 第1回  | 2015年4月29日  | 宮原知子                 |
| 第2回  | 2015年6月3日   | 宇野昌磨                 |
| 第3回  | 2015年6月24日  | 本郷理華                 |
| 第4回  | 2015年7月29日  | 薄田隆哉                 |
| 第5回  | 2015年9月2日   | 本田武史、宮本賢二       |
| 第6回  | 2015年9月23日  | ステファン・ランビエール |
| 第7回  | 2015年10月26日 | イリヤ・クーリック       |
| 第8回  | 2015年11月30日 | 田村岳斗                 |
| 第9回  | 2015年12月21日 | 長光歌子                 |
| 第10回 | 2016年1月25日  | 安藤美姫                 |
| 第11回 | 2016年2月29日  | 羽生結弦                 |
| 第12回 | 2016年3月28日  | 鈴木明子                 |

### 2016-2017
| 放送回 | 初回放送日     | ゲスト                                   |
| ------ | -------------- | ---------------------------------------- |
| 第1回  | 2016年4月25日  | 本田武史（前編）                         |
| 第2回  | 2016年5月30日  | 本田武史（後編）                         |
| 第3回  | 2016年6月27日  | 髙橋大輔（前編）                         |
| 第4回  | 2016年7月18日  | 髙橋大輔（後編）                         |
| 第5回  | 2016年8月29日  | 真壁喜久夫                               |
| 第6回  | 2016年9月26日  | 宇野昌磨                                 |
| 第7回  | 2016年10月31日 | シェイ＝リーン・ボーン、宮本賢二（前編） |
| 第8回  | 2016年11月28日 | シェイ＝リーン・ボーン、宮本賢二（後編） |
| 第9回  | 2016年12月26日 | 八木沼純子                               |
| 第10回 | 2017年1月30日  | 宮原知子                                 |
| 第11回 | 2017年2月27日  | 佐藤久美子                               |
| 第12回 | 2017年3月27日  | 2016-17総集編                            |

### 2017-2018
| 放送回 | 初回放送日     | ゲスト                 |
| ------ | -------------- | ---------------------- |
| 第1回  | 2017年4月24日  | 田中刑事               |
| 第2回  | 2017年5月29日  | 無良崇人               |
| 第3回  | 2017年6月26日  | 三原舞依               |
| 第4回  | 2017年7月31日  | 樋口新葉               |
| 第5回  | 2017年8月28日  | クリスティー・ヤマグチ |
| 第6回  | 2017年9月25日  | 本郷理華               |
| 第7回  | 2017年10月30日 | 宇野昌磨               |
| 第8回  | 2017年11月27日 | 髙橋大輔               |
| 第9回  | 2017年12月25日 | 伊藤みどり             |
| 第10回 | 2018年1月29日  | 村上佳菜子（前編）     |
| 第11回 | 2018年2月26日  | 村上佳菜子（後編）     |
| 第12回 | 2018年3月26日  | 織田信成               |

### 2018-2019
| 放送回 | 初回放送日     | ゲスト                         |
| ------ | -------------- | ------------------------------ |
| 第1回  | 2018年4月30日  | 友野一希                       |
| 第2回  | 2018年5月28日  | 坂本花織                       |
| 第3回  | 2018年6月25日  | 【特別編】織田信成＆村上佳菜子 |
| 第4回  | 2018年7月30日  | 【特別編】鈴木明子＆佐々木彰生 |
| 第5回  | 2018年8月27日  | 【特別編】長光歌子＆本田武史   |
| 第6回  | 2018年9月24日  | 宇野昌磨                       |
| 第7回  | 2018年10月29日 | 濱田美栄                       |
| 第8回  | 2018年11月26日 | 小林宏一                       |
| 第9回  | 2018年12月24日 | キャシー・リード               |
| 第10回 | 2019年1月31日  | 小沼祐太                       |
| 第11回 | 2019年2月28日  | 安藤美姫                       |
| 第12回 | 2019年3月28日  | 山本草太                       |

### 2019-2020
| 放送回 | 初回放送日     | ゲスト                        |
| ------ | -------------- | ----------------------------- |
| 第1回  | 2019年4月25日  | 山下真瑚                      |
| 第2回  | 2019年5月30日  | 中野友加里                    |
| 第3回  | 2019年6月27日  | 山田耕新                      |
| 第4回  | 2019年7月25日  | 【特別編】村上佳菜子&壷井達也 |
| 第5回  | 2019年8月29日  | 細田采花                      |
| 第6回  | 2019年9月26日  | 坂本花織                      |
| 第7回  | 2019年10月31日 | 鈴木明子                      |
| 第8回  | 2019年11月28日 | 【特別編】平原綾香            |
| 第9回  | 2019年12月26日 | 松永幸恵                      |
| 第10回 | 2020年1月30日  | 村元哉中                      |
| 第11回 | 2020年2月27日  | 髙橋大輔                      |
| 第12回 | 2020年3月26日  | 【特別編】髙橋大輔            |

### 2020-2021
| 放送回 | 初回放送日     | ゲスト             |
| ------ | -------------- | ------------------ |
| 第1回  | 2020年4月25日  | 【特別編】宇野昌磨 |
| 第2回  | 2020年5月28日  | 【特別編】髙橋大輔 |
| 第3回  | 2020年6月25日  | 【特別編】髙橋大輔 |
| 第4回  | 2020年7月23日  | 【特別編】髙橋大輔 |
| 第5回  | 2020年8月27日  | 宇野昌磨           |
| 第6回  | 2020年9月24日  | 福士誠治           |
| 第7回  | 2020年10月29日 | 本田武史           |
| 第8回  | 2020年11月26日 | 波岡一喜           |
| 第9回  | 2020年12月24日 | 宮本賢二           |
| 第10回 | 2020年1月28日  | 宮本亞門           |
| 第11回 | 2020年2月25日  | 田中刑事           |
| 第12回 | 2020年3月25日  | 本郷理華           |

### 2021-2022
| 放送回 | 初回放送日    | ゲスト   |
| ------ | ------------- | -------- |
| 第1回  | 2021年4月29日 | 日野龍樹 |
| 第2回  | 2021年5月20日 |          |
| 第3回  | 2021年6月24日 |          |